# Arthur Ellery
Arthur Ellery (1870 – 27 de abril de 1945) fue un director y actor y cinematográfico estadounidense, activo en la época del cine mudo.

## Biografía
Inició su carrera cinematográfica a los 42 años de edad, en 1912, como actor de Lubin Manufacturing Company. Después de haber actuado en menos de diez cintas, en 1914 se pasó a la dirección en la compañía Thanhouser Company y su primera película fue A Rural Romance. Para la productora de New Rochelle dirigió treinta y tres filmes, el último de los cuales fue la comedia de 1916 Pansy Post, Protean Player.
Falleció en Elizabeth, Nueva Jersey, en 1945, a los 75 años de edad.

## Filmografía completa

### Director
- A Rural Romance (1914)
- The Belle of the School (1914)
- The Keeper of the Light (1914)
- His Winning Way (1914)
- The Master Hand(1914)
- The Final Test (1914)
- The Harvest of Regrets (1914)
- The Balance of Power (1914)
- The One Who Cared (1914)
- The Touch of a Little Hand (1914)
- The Face at the Window (1914)
- The Deadline (1914)
- When Vice Shuddered (1914)
- Seeds of Jealousy (1914)
- And He Never Knew (1915)
- Big Brother Bill, codirigida con James Durkin (1915)
- The Handicap of Beauty (1915)
- Movie Fans (1915)
- A Scientific Mother (1915)
- Ferdy Fink's Flirtations (1915)
- The House That Jack Moved (1915)
- It's an Ill Wind (1915)
- His Guardian Auto (1915)
- Ebenezer Explains (1915)
- The Stolen Anthurium (1915)
- The Silent Co-Ed (1915)
- Madame Blanche, Beauty Doctor (1915)
- Dot on the Day Line Boat (1915)
- P. Henry Jenkins and Mars (1915)
- Getting the Gardener's Goat (1915)
- A Plugged Nickel (1915)
- Gussie, the Graceful Lifeguard (1915)
- Pansy Post, Protean Player (1916)

### Actor
- Just Married (1912)
- The Girl in the Gingham Gown (1912)
- The Black Hand (1912)
- Locked Out  (1912)
- The Spectre Bridegroom, de Étienne Arnaud (1913)
- The Golden Cross (1914)
- The Desert Tribesman (1914)
- Kathleen the Irish Rose, de Carroll Fleming (1914)

### Guionista
- And He Never Knew, de Arthur Ellery (1915)